# 石桥莲司
石桥莲司（日语：／ Ishibashi Renji，1941年8月9日—），男，東京府出身，日本演员。曾获得横滨电影节最佳男配角、日本電影學院獎最佳男配角等奖项。